# رودخانه جایاکو
رودخانه جایاکو (به انگلیسی: Jayaco River) رودی در جمهوری دومینیکن است که ۱۴٫۵۸ کیلومتر طول دارد.